# Yann Genty
Yann Genty (* 26. Dezember 1981 in Enghien-les-Bains, Frankreich) ist ein französischer Handballspieler. Der 1,85 m große Torwart spielt seit 2024 für den griechischen Erstligisten AEK Athen. Im September 2021 wurde ihm für den Gewinn der Goldmedaille mit der französischen Nationalmannschaft bei den Olympischen Spielen in Tokio der Ritterorden der Französischen Ehrenlegion verliehen.

## Karriere

### Verein
Yann Genty begann mit dem Handballsport im Alter von vier Jahren in Saint-Gratien. Über Real Villepinte VG gelangte er 2006 zum Zweitligisten Bilière Handball, bei dem er zwei Jahre verblieb. 2008 wechselte er zum Erstliga-Aufsteiger Aurillac HB CA, bei dem er auf Grund guter Leistungen für die Wahl zum besten Torwart der Saison 2009/10 nominiert wurde. Sein Verein musste im Sommer 2010 Konkurs anmelden und in der fünften Liga (Nationale 3) neu beginnen. Genty unterschrieb daraufhin bei Istres Provence HB, wo er Vincent Gérard ersetzte. Mit Istres stieg er 2012 in die zweite Liga ab, woraufhin er zu Cesson-Rennes Métropole HB wechselte. Nach weiteren zwei Spielzeiten nahm ihn Chambéry Savoie HB unter Vertrag. Gleich in seiner ersten Saison wurde er zum besten Torhüter der LNH gewählt. 2016 erreichte er mit Chambéry das Halbfinale im EHF-Pokal, 2019 gewann der Klub den französischen Pokal und Genty wurde erneut zum besten Torhüter gewählt. Ab 2020 lief er gemeinsam mit Gérard für den Serienmeister Paris Saint-Germain auf, mit dem er 2020/21 erstmals französischer Meister wurde sowie seinen zweiten Pokaltriumph feierte. In der EHF Champions League schied er mit PSG erst im Halbfinale aus. Im Jahr 2022 gewann er erneut die französische Meisterschaft sowie den Pokal. Anschließend schloss er sich dem Ligakonkurrenten Limoges Handball an. Zur Saison 2023/24 unterschrieb er beim französischen Erstligisten Saran-Loiret Handball. Genty schloss sich im Sommer 2024 dem griechischen Erstligisten AEK Athen an. Mit Athen gewann er den griechischen Pokal 2025 und erreichte die Finalspiele im EHF European Cup 2024/25.

### Nationalmannschaft
In der französischen Nationalmannschaft debütierte Genty erst im Alter von 37 Jahren am 13. Juni 2019 gegen Litauen. Bei der Europameisterschaft 2020 ersetzte er nach zwei von drei Gruppenspielen Wesley Pardin, Frankreich schied nach der Gruppenphase aus und belegte nur den 14. Platz. Bei der Weltmeisterschaft
2021 wurde er nach drei Spielen erneut für Pardin nominiert, bestritt die restlichen sechs Partien und unterlag mit der französischen Auswahl im Spiel um Platz 3 gegen Spanien. Bei den Olympischen Spielen in Tokio gewann er mit der Equipe die Goldmedaille, stand dabei aber im Schatten von Gérard, der zum besten Torhüter des Turniers gekürt wurde. Im Endspiel gegen Dänemark kam er nur für drei Siebenmeter ins Tor, parierte aber beim Stand von 23:21 mit weniger als sechs Minuten zu spielen den Wurf des neunfachen Torschützen Mikkel Hansen. Genty, der nach den Olympischen Spielen seine Länderspielkarriere beendete, bestritt 27 Länderspiele für Frankreich.